# Ervalla station
Ervalla station är en småort i Axbergs socken i Örebro kommun i Närke. Orten ligger 2 kilometer söder om Ervalla, vid den nerlagda stationen vid Godsstråket genom Bergslagen.
Ervalla station var slutstationen för Sveriges första båda normalspåriga järnvägar, Nora Ervalla Järnväg och Köping-Hults Järnväg. Den sistnämndas första avsnitt sträckte sig mellan Örebro och Ervalla. Båda järnvägarna invigdes 1856.